# Ablació per radiofreqüència
L'ablació per radiofreqüència (ARF), també anomenada fulguració, és un procediment mèdic en què part del sistema de conducció elèctrica del cor, tumor o un altre teixit disfuncional és destruit utilitzant la calor generada per un corrent altern de freqüència mitjana (en el rang de 350–500 kHz). L'ARF es realitza generalment en l'entorn ambulatori, utilitzant anestèsia local o anestèsia crepuscular. Quan s'administra mitjançant un catèter, s'anomena ablació amb catèter per radiofreqüència.
Dos avantatges importants del corrent de radiofreqüència són que no estimula directament els nervis o el múscul cardíac i, per tant, sovint es pot utilitzar sense la necessitat d'anestèsia general, i que és molt específica per tractar el teixit desitjat sense danys col·laterals significatius; a causa d'això, està guanyant popularitat com a alternativa per alguns pacients que no volen sotmetre's a una cirurgia.
Els beneficis documentats han fet que l'ARF s'utilitzi àmpliament durant el segle XXI. Els procediments d'ARF es realitzen guiats per imatge (com ara dels raigs X, TAC o ecografia) per un anestesiòleg intervencionista, un radiòleg intervencionista, otorrinolaringòlegs, un endoscopista gastrointestinal o quirúrgic, o un electrofisiòleg cardíac.